# Устюженский район
Устюже́нский райо́н — административно-территориальная единица (район) в Вологодской области России. В рамках организации местного самоуправления в границах района существует муниципальное образование Устюженский муниципальный округ (с 2004 до 2022 гг. — муниципальный район).
Административный центр — город Устюжна.

## География
Площадь района — 3,6 тыс. км². Его протяжённость с севера на юг и с запада на восток составляет около 80 км. Граничит на юго-западе с Новгородской, на юго-востоке — с Тверской областью, на западе с Чагодощенским, на востоке — с Череповецким, на севере — с Бабаевским и Кадуйским районами Вологодской области. Город Устюжна расположен приблизительно в центре района.
Устюженский район лежит в бассейне Рыбинского водохранилища. Большинство рек относится к бассейну крупнейшей реки района — Мологи. Среди них Чагодоща, Кобожа, Кать. На юге района протекает река Звана (приток Рени) и несколько рек её бассейна. Значительная часть территории Лентьевского сельского поселения на севере района покрыта болотами (Дубровское, Воронской Мох, Косинское, Большой Мох, Семизерская Чисть, Большие Мхи). Здесь начинается Смердиль — единственная река района, относящаяся к бассейну Суды. Крупные озёра — Талец и Отно. Геология Устюженского района своеобразна.

## История
Территория на которой ныне расположен район в летописях и других письменных источниках называлось Железным Полем, была в составе Угличского удела Московского государства, а с 1563 по 1685 год в составе Угличского уезда. А в 1685 году было предписано выделить из Угличского — Устюжно-Железопольский уезд, который просуществовал до 1927 года как Устюженский в составе Новгородской губернии (1727 года по 1918 год), а по ходатайству Демократического съезда Советов северных уездов Новгородской губернии 10-13 мая 1918 года из Тихвинского, Устюженского, Череповецкого, Кирилловского и Белозерского уездов была образована Череповецкая губерния, которая в 1927 году была упразднена и вошла в Ленинградскую область. Тогда же по постановлению Президиума ВЦИК 1 августа 1927 года в составе Череповецкого округа Ленинградской области из частей бывшей территории Устюженского уезда был образован Устюженский район. 23 июля 1930 года ЦИК и СНК СССР в соответствии с постановлением ЦК ВКП(б) издали постановление «О ликвидации округов» и Череповецкий округ был упразднён и район стал непосредственно входить в Ленинградскую область.
В связи с разделением в сентябре 1937 года Северной области на Вологодскую и Архангельскую к Вологодской области присоединены города и районы Ленинградской области: город Череповец, районы Череповецкий, Мяксинский, Пришекснинский, Петриневский, Кирилловский, Чарозерский, Вашкинский, Белозерский, Бабаевский, Кадуйский, Чагодощенский, Устюженский, Борисово-Судский, Шольский, Оштинский, Ковжинский, Вытегорский и Андомский.

## Население
| 2002    | 2009    | 2010    | 2011    | 2012    | 2013    | 2014    | 2015    | 2016    |
| ------- | ------- | ------- | ------- | ------- | ------- | ------- | ------- | ------- |
| 21 679  | ↘19 947 | ↘19 716 | ↘18 617 | ↘18 328 | ↘18 019 | ↘17 742 | ↘17 523 | ↘17 326 |
| 2017    | 2018    | 2019    | 2020    | 2021    | 2023    |         |         |         |
| ↘17 127 | ↘16 844 | ↘16 590 | ↘16 349 | ↘15 694 | ↘15 333 |         |         |         |

### Урбанизация
Городское население (в городе Устюжна) составляет 49,91 % населения района.

### Национальный состав
По итогам переписи населения 2020 года проживали следующие национальности (национальности менее 0,1 % и другое, см. в сноске к строке «Другие»):
| Национальность | Численность, чел. | Доля     |
| -------------- | ----------------- | -------- |
| Русские        | 14 418            | 91,87 %  |
| Узбеки         | 123               | 0,78 %   |
| Цыгане         | 82                | 0,52 %   |
| Украинцы       | 32                | 0,20 %   |
| Таджики        | 29                | 0,18 %   |
| Табасараны     | 21                | 0,13 %   |
| Лезгины        | 21                | 0,13 %   |
| Агулы          | 19                | 0,12 %   |
| Белорусы       | 17                | 0,11 %   |
| Другие         | 932               | 5,96 %   |
| Итого          | 15 694            | 100,00 % |

## Территориальное устройство
Административно-территориальные единицы
Устюженский район в рамках административно-территориального устройства, включает 15 административно-территориальных единиц: 1 город районного значения (Устюжна), 13 сельсоветов и 1 поссовет (имени Желябова, бывший до 2000 года посёлком городского типа):
| №  | Сельсовет / поссовет | Соответствующее муниципальное образование |
| -- | -------------------- | ----------------------------------------- |
| 1  | Дубровский           | СП Никольское МО                          |
| 2  | Залесский            | СП Залесское МО                           |
| 3  | Лентьевский          | Желябовское СП, СП Лентьевское МО         |
| 4  | Мезженский           | СП Мезженское МО                          |
| 5  | Мерёжский            | СП Лентьевское МО                         |
| 6  | Моденский            | Желябовское СП, СП Лентьевское МО         |
| 7  | Никифоровский        | СП МО Никифоровское                       |
| 8  | Никольский           | СП Никольское МО                          |
| 9  | Перский              | СП Устюженское МО                         |
| 10 | Подольский           | СП МО Никифоровское                       |
| 11 | Сошневский           | Желябовское СП                            |
| 12 | Устюженский          | СП Устюженское МО                         |
| 13 | Хрипелевский         | СП Залесское МО                           |
| 14 | имени Желябова       | Желябовское СП                            |

Муниципальные образования

Муниципальные образования с 2015 до 2022 гг.

В рамках организации местного самоуправления в границах района функционирует Устюженский муниципальный округ (с 2004 до 2022 года — муниципальный район).
Изначально в составе новообразованного муниципального района в декабре 2004 года были созданы 2 городских и 13 сельских поселений. В 2006 году посёлок имени Желябова получил статус сельского поселения, в 2007 году был изменён состав 3 поселений, а в 2009 году некоторые сельские поселения были объединены. В июне 2015 года были упразднены сельские поселения Моденское, Сошневское и посёлок имени Желябова и объединены в сельское поселение Желябовское с административным центром в посёлке имени Желябова.
С 2015 до 2022 года муниципальный район делился на 8 муниципальных образований нижнего уровня, в том числе 1 городское и 7 сельских поселений:
| №        | Муниципальное образование | Административный центр | Количество населённых пунктов | Население | Площадь, км² |
| -------- | ------------------------- | ---------------------- | ----------------------------- | --------- | ------------ |
| 1e-06    | Городское поселение:      |                        |                               |           |              |
| 1        | город Устюжна             | город Устюжна          | 1                             | ↘7843     | 8,33         |
| 1.000002 | Сельское поселение:       |                        |                               |           |              |
| 2        | Желябовское               | посёлок имени Желябова | 31                            | ↘1744     | 434,61       |
| 3        | Залесское                 | деревня Малое Восное   | 35                            | ↗978      | 287,38       |
| 4        | Лентьевское               | деревня Лентьево       | 23                            | ↗982      | 1154,74      |
| 5        | Мезженское                | деревня Долоцкое       | 14                            | ↘531      | 472,28       |
| 6        | Никифоровское             | посёлок Даниловское    | 32                            | ↗890      | 183,41       |
| 7        | Никольское                | деревня Никола         | 29                            | ↘751      | 188,00       |
| 8        | Устюженское               | город Устюжна          | 53                            | ↗1975     | 829,85       |

1 июня 2022 года муниципальный район и все входившие в его состав городское и сельские поселения были упразднены и объединены в Устюженский муниципальный округ.

## Населённые пункты
В Устюженском районе (муниципальном округе) 217 населённых пунктов, в том числе 1 городской и 216 сельских.
| №   | Населённый пункт     | Тип     | Население | Бывшее муниципальное образование |
| --- | -------------------- | ------- | --------- | -------------------------------- |
| 1   | Устюжна              | город   | ↘7653     | город Устюжна                    |
| 2   | Алекино              | деревня | 7         | Устюженское                      |
| 3   | Александрово         | деревня | 10        | Желябовское                      |
| 4   | Александрово-Марьино | деревня | 30        | Желябовское                      |
| 5   | Алексеево            | деревня | 19        | Никифоровское                    |
| 6   | Алексино             | деревня | 0         | Никольское                       |
| 7   | Анашкино             | деревня | 3         | Никольское                       |
| 8   | Андраково            | деревня | 0         | Устюженское                      |
| 9   | Антоново             | деревня | 3         | Устюженское                      |
| 10  | Аристово             | деревня | 0         | Устюженское                      |
| 11  | Асташкино            | деревня | 12        | Залесское                        |
| 12  | Балахтимерево        | деревня | ↘23       | Залесское                        |
| 13  | Берняково            | деревня | 5         | Устюженское                      |
| 14  | Богуславль           | деревня | 43        | Никольское                       |
| 15  | Большая Липенка      | деревня | 9         | Желябовское                      |
| 16  | Большое Восное       | деревня | 28        | Залесское                        |
| 17  | Большое Помясово     | деревня | 0         | Залесское                        |
| 18  | Большой Осиновик     | деревня | 0         | Никифоровское                    |
| 19  | Боровинка            | хутор   | 21        | Устюженское                      |
| 20  | Бородино             | деревня | 17        | Никифоровское                    |
| 21  | Бренчиха             | деревня | 5         | Залесское                        |
| 22  | Брилино              | деревня | 385       | Устюженское                      |
| 23  | Бронино              | деревня | 11        | Никольское                       |
| 24  | Бугры                | деревня | 10        | Желябовское                      |
| 25  | Бывальцево           | деревня | 6         | Лентьевское                      |
| 26  | Ванское              | деревня | ↘207      | Лентьевское                      |
| 27  | Варлыгино            | деревня | 13        | Устюженское                      |
| 28  | Веницы               | деревня | 194       | Никифоровское                    |
| 29  | Ветренниково         | деревня | 45        | Устюженское                      |
| 30  | Вешки                | деревня | 28        | Лентьевское                      |
| 31  | Вешки                | деревня | 9         | Никифоровское                    |
| 32  | Возгриха             | деревня | 11        | Залесское                        |
| 33  | Волосово             | деревня | 25        | Никифоровское                    |
| 34  | Воронино             | деревня | 46        | Устюженское                      |
| 35  | Вороново             | деревня | ↘15       | Устюженское                      |
| 36  | Воронцы              | деревня | 0         | Никольское                       |
| 37  | Воротишино           | деревня | 0         | Никольское                       |
| 38  | Выползово            | деревня | 10        | Никифоровское                    |
| 39  | Высотино             | деревня | 24        | Устюженское                      |
| 40  | Ганьки               | деревня | 117       | Устюженское                      |
| 41  | Глины                | деревня | 34        | Лентьевское                      |
| 42  | Глухово-1            | деревня | 5         | Залесское                        |
| 43  | Глухово-2            | деревня | 3         | Залесское                        |
| 44  | Гора                 | деревня | 7         | Никольское                       |
| 45  | Горка                | деревня | 0         | Лентьевское                      |
| 46  | Горка                | деревня | ↗6        | Никольское                       |
| 47  | Городок              | деревня | 18        | Никольское                       |
| 48  | Громошиха            | деревня | 51        | Лентьевское                      |
| 49  | Гряда                | деревня | 8         | Никифоровское                    |
| 50  | Грязная Дуброва      | деревня | 17        | Залесское                        |
| 51  | Давыдовское          | деревня | ↘4        | Залесское                        |
| 52  | Давыдовское          | деревня | 15        | Залесское                        |
| 53  | Даниловское          | посёлок | 215       | Никифоровское                    |
| 54  | Дегтярня             | деревня | 6         | Никифоровское                    |
| 55  | Дементьево           | деревня | 10        | Устюженское                      |
| 56  | Демихово             | деревня | 0         | Мезженское                       |
| 57  | Демцыно              | деревня | 19        | Никифоровское                    |
| 58  | Денисово             | деревня | 0         | Залесское                        |
| 59  | Деревяга             | деревня | 0         | Мезженское                       |
| 60  | Долоцкое             | деревня | 471       | Мезженское                       |
| 61  | Дора                 | деревня | 14        | Устюженское                      |
| 62  | Дорино               | деревня | 3         | Залесское                        |
| 63  | Дуброва              | деревня | 0         | Никифоровское                    |
| 64  | Дуброва              | деревня | 42        | Никольское                       |
| 65  | Дубровка             | деревня | 15        | Залесское                        |
| 66  | Дягилево             | деревня | 0         | Устюженское                      |
| 67  | Емельяниха           | деревня | 7         | Никольское                       |
| 68  | Еремейцево           | деревня | 0         | Никифоровское                    |
| 69  | Жилино               | деревня | 15        | Мезженское                       |
| 70  | Жуково               | деревня | 65        | Желябовское                      |
| 71  | Завражье             | деревня | 9         | Устюженское                      |
| 72  | Загорье              | деревня | 0         | Никифоровское                    |
| 73  | Зайцево              | деревня | 5         | Устюженское                      |
| 74  | Залесье              | деревня | 70        | Залесское                        |
| 75  | Захаровское          | деревня | 0         | Залесское                        |
| 76  | Звана                | деревня | 32        | Никифоровское                    |
| 77  | Зимник               | деревня | 26        | Лентьевское                      |
| 78  | Зыково               | деревня | 24        | Залесское                        |
| 79  | Зябликово            | деревня | 3         | Желябовское                      |
| 80  | Ивановское           | деревня | ↘12       | Никифоровское                    |
| 81  | Игумново             | деревня | 38        | Устюженское                      |
| 82  | Избищи               | деревня | 31        | Залесское                        |
| 83  | Излядеево            | деревня | 0         | Никольское                       |
| 84  | имени Желябова       | посёлок | ↘944      | Желябовское                      |
| 85  | Квашнино             | деревня | 33        | Залесское                        |
| 86  | Кишкино              | деревня | ↗6        | Мезженское                       |
| 87  | Козлово              | деревня | 9         | Никифоровское                    |
| 88  | Колодня              | деревня | 0         | Устюженское                      |
| 89  | Колоколец            | посёлок | 4         | Лентьевское                      |
| 90  | Кононово             | деревня | ↘10       | Желябовское                      |
| 91  | Конюхово             | деревня | 7         | Никифоровское                    |
| 92  | Кормовесово          | деревня | 5         | Устюженское                      |
| 93  | Кортиха              | деревня | 39        | Желябовское                      |
| 94  | Костьяново           | деревня | 3         | Никольское                       |
| 95  | Котово               | деревня | ↘0        | Никифоровское                    |
| 96  | Красино              | деревня | 40        | Желябовское                      |
| 97  | Крестцы              | деревня | 45        | Никольское                       |
| 98  | Кресты               | деревня | 4         | Желябовское                      |
| 99  | Кривцово             | деревня | 0         | Никольское                       |
| 100 | Кротынь              | деревня | 9         | Устюженское                      |
| 101 | Круглицы             | деревня | 10        | Никифоровское                    |
| 102 | Крутец               | деревня | 13        | Залесское                        |
| 103 | Кстово               | деревня | 24        | Желябовское                      |
| 104 | Куземино             | деревня | 7         | Никольское                       |
| 105 | Кузьминское          | деревня | 5         | Устюженское                      |
| 106 | Кузьминское          | деревня | 12        | Устюженское                      |
| 107 | Куреваниха           | деревня | 5         | Залесское                        |
| 108 | Легалово             | деревня | 11        | Устюженское                      |
| 109 | Лентьево             | деревня | 314       | Лентьевское                      |
| 110 | Леушино              | деревня | 8         | Никифоровское                    |
| 111 | Логиново             | деревня | 3         | Мезженское                       |
| 112 | Лукьянцево           | деревня | 35        | Никифоровское                    |
| 113 | Лухнево              | деревня | 21        | Залесское                        |
| 114 | Лычно                | деревня | 66        | Желябовское                      |
| 115 | Люботово             | деревня | 20        | Устюженское                      |
| 116 | Максимовское         | деревня | 11        | Устюженское                      |
| 117 | Малая Дубровочка     | деревня | 0         | Залесское                        |
| 118 | Малое Восное         | деревня | 224       | Залесское                        |
| 119 | Малое Медведево      | деревня | 10        | Мезженское                       |
| 120 | Малое Помясово       | деревня | 0         | Залесское                        |
| 121 | Мартыново            | деревня | 0         | Желябовское                      |
| 122 | Марфино              | деревня | 18        | Мезженское                       |
| 123 | Матвеево             | деревня | 4         | Желябовское                      |
| 124 | Мезга                | деревня | 30        | Мезженское                       |
| 125 | Мелечино             | деревня | 136       | Никифоровское                    |
| 126 | Мерёжа               | деревня | 119       | Лентьевское                      |
| 127 | Михайловское         | село    | 69        | Устюженское                      |
| 128 | Михалёво             | деревня | 6         | Мезженское                       |
| 129 | Модно                | село    | 13        | Желябовское                      |
| 130 | Мочала               | деревня | 58        | Мезженское                       |
| 131 | Мыза-Тестово         | деревня | 19        | Желябовское                      |
| 132 | Нечалово             | деревня | 0         | Никольское                       |
| 133 | Никитино             | деревня | 0         | Устюженское                      |
| 134 | Никифорово           | деревня | 28        | Никифоровское                    |
| 135 | Никола               | деревня | 523       | Никольское                       |
| 136 | Новая                | деревня | 13        | Мезженское                       |
| 137 | Новинки              | деревня | 6         | Устюженское                      |
| 138 | Новое Иванцево       | деревня | 0         | Никольское                       |
| 139 | Обухово              | деревня | 10        | Устюженское                      |
| 140 | Огибь                | деревня | 31        | Лентьевское                      |
| 141 | Окулово              | деревня | 7         | Лентьевское                      |
| 142 | Орёл                 | деревня | 24        | Лентьевское                      |
| 143 | Осиновик             | деревня | 3         | Никольское                       |
| 144 | Оснополье            | деревня | 46        | Желябовское                      |
| 145 | Остров               | деревня | 0         | Устюженское                      |
| 146 | Павловское           | деревня | 0         | Никольское                       |
| 147 | Перговищи            | деревня | 9         | Залесское                        |
| 148 | Перя                 | посёлок | 0         | Устюженское                      |
| 149 | Петрово              | деревня | ↘42       | Никольское                       |
| 150 | Плотичье             | деревня | 90        | Желябовское                      |
| 151 | Поддубье             | деревня | 11        | Устюженское                      |
| 152 | Подольское           | деревня | 4         | Никифоровское                    |
| 153 | Пожарки              | хутор   | 0         | Лентьевское                      |
| 154 | Пожарово             | деревня | 8         | Никифоровское                    |
| 155 | Понизовье            | деревня | 22        | Лентьевское                      |
| 156 | Поповка              | деревня | 3         | Устюженское                      |
| 157 | Поповское            | деревня | 0         | Никольское                       |
| 158 | Попчиха              | деревня | 62        | Лентьевское                      |
| 159 | Порослово            | деревня | 0         | Лентьевское                      |
| 160 | Раменье              | деревня | 16        | Никифоровское                    |
| 161 | Раменье              | деревня | 73        | Желябовское                      |
| 162 | Раменье              | деревня | 9         | Устюженское                      |
| 163 | Расторопово          | деревня | 193       | Никольское                       |
| 164 | Ременниково          | деревня | 5         | Никифоровское                    |
| 165 | Родишкино            | деревня | 8         | Желябовское                      |
| 166 | Рожнёво              | деревня | 6         | Мезженское                       |
| 167 | Романьково           | деревня | 57        | Устюженское                      |
| 168 | Савино               | деревня | 10        | Мезженское                       |
| 169 | Самойлово            | деревня | 54        | Устюженское                      |
| 170 | Самсоново            | деревня | 3         | Залесское                        |
| 171 | Свистуны             | деревня | 8         | Устюженское                      |
| 172 | Селище               | деревня | 22        | Желябовское                      |
| 173 | Сельцо               | деревня | 4         | Никифоровское                    |
| 174 | Сидорово             | деревня | 0         | Никольское                       |
| 175 | Скоблево             | деревня | 0         | Устюженское                      |
| 176 | Славынево            | деревня | 292       | Желябовское                      |
| 177 | Слуды                | деревня | 171       | Желябовское                      |
| 178 | Соболево             | деревня | 332       | Желябовское                      |
| 179 | Солнечный            | посёлок | 84        | Устюженское                      |
| 180 | Соловцово            | деревня | 19        | Устюженское                      |
| 181 | Софронцево           | деревня | 17        | Устюженское                      |
| 182 | Сошнево              | деревня | 30        | Желябовское                      |
| 183 | Спасское             | посёлок | 193       | Никифоровское                    |
| 184 | Старое Квасово       | деревня | 19        | Залесское                        |
| 185 | Старое Малое         | деревня | 67        | Залесское                        |
| 186 | Староречье           | посёлок | 0         | Лентьевское                      |
| 187 | Степачёво            | деревня | 203       | Залесское                        |
| 188 | Сысоево              | деревня | 9         | Лентьевское                      |
| 189 | Сычево               | деревня | 53        | Никольское                       |
| 190 | Темьяниково          | деревня | 16        | Устюженское                      |
| 191 | Теплино              | деревня | ↗6        | Никифоровское                    |
| 192 | Терентьево           | деревня | 9         | Залесское                        |
| 193 | Терентьево           | деревня | 4         | Устюженское                      |
| 194 | Тимонино             | деревня | 0         | Устюженское                      |
| 195 | Тимофеевское         | деревня | 10        | Желябовское                      |
| 196 | Торшеево             | деревня | ↘13       | Желябовское                      |
| 197 | Трестенка            | деревня | 0         | Никифоровское                    |
| 198 | Тюхтово              | деревня | 5         | Залесское                        |
| 199 | Федоровское          | деревня | 16        | Устюженское                      |
| 200 | Хмелево              | деревня | 0         | Никольское                       |
| 201 | Холманы              | деревня | 0         | Никольское                       |
| 202 | Хотыль               | деревня | 0         | Лентьевское                      |
| 203 | Хрипелево            | деревня | 18        | Залесское                        |
| 204 | Цампелово            | деревня | 0         | Никольское                       |
| 205 | Чёрная               | деревня | 36        | Желябовское                      |
| 206 | Чесавино             | деревня | 38        | Устюженское                      |
| 207 | Чирец                | деревня | 3         | Желябовское                      |
| 208 | Чупрово              | деревня | 13        | Залесское                        |
| 209 | Шалочь               | деревня | 3         | Лентьевское                      |
| 210 | Шелохачь             | деревня | 35        | Лентьевское                      |
| 211 | Шилово               | деревня | 0         | Устюженское                      |
| 212 | Шуботово             | деревня | 0         | Желябовское                      |
| 213 | Шуклино              | деревня | 0         | Лентьевское                      |
| 214 | Шустово              | деревня | 4         | Устюженское                      |
| 215 | Юбилейный            | посёлок | 416       | Устюженское                      |
| 216 | Яковлевское          | деревня | 183       | Устюженское                      |
| 217 | Ярцево               | деревня | ↘146      | Залесское                        |

Упразднённые населённые пункты:
- 2020 год — деревни Жихнево, Круглыши, Погорелка, Шаркино, Шевелево, Остров и Ярцево[31][32][33][34][35].
- 2025 год — деревня Исаково включена в состав деревни Кузьминское

## Транспорт
Через район проходят автомобильные дороги А114, Р84.

## Археология
В деревне Куреваниха, рядом с местом впадения реки Касть в Мологу находится комплекс курганов XI—XII веков. Весной 2008 года могильник у деревни Куреваниха, включающий сопки и полусферические курганы, был варварски разрушен грабительскими раскопками.